# Одного разу під Полтавою (сезон 6)
Шостий сезон серіалу Одного разу під Полтавою, українського сіткому, який створено студією «Квартал-95» для телеканалу ТЕТ. Прем'єра відбулася 17 вересня 2018. Студія «Drive Production» також займається продюсуванням Одного разу під Полтавою. Сезон містить 20 епізодів і виходив по 10 жовтня 2018.

## У ролях
| - Ірина Сопонару в ролі Яринки. - Юрій Ткач в ролі Юрчика. - Віктор Гевко в ролі Віті (кума Юрчика і Яринки). - Олександр Теренчук в ролі Сашка (дільничого). - Анна Саліванчук в ролі Віри (продавчині сільмагу). - Олександр Данильченко в ролі діда Петра. | Другорядні дійові особи |

## Перелік серій
| Номер взагалі | Номер в сезоні | Назва                     | Режисер        | Сценарист(и)                                               | Дата показу     |
| --- | -------------- | ------------------------- | -------------- | ---------------------------------------------------------- | --------------- |
| 89 | 1              | «IPhone»                  | Андрій Бурлака | Євген Пилипенко                                            | 17 вересня 2018 |
| Юрчик і Яринка святкують річницю свого першого побачення. Цього разу, всупереч очікуванням Яринки, Юрчик не тільки не забув про пам'ятну дату, але й підготував своїй коханій неймовірний подарунок — новий IPhone останньої моделі.                                                                                                 |                |                           |                |                                                            |                 |
| 90 | 2              | «Ваза»                    | Андрій Бурлака | Тарас Стадницький                                          | 18 вересня 2018 |
| Юрчик із Кумом примудрилися розбити вазу, яку Яринці подарувала мама. І тепер перед друзями стоїть непроста задача: розказати все Яринці або знайти інший, нестандартний вихід із ситуації. |                |                           |                |                                                            |                 |
| 91 | 3              | «Домашнє насилля»         | Андрій Бурлака | Ілля Дерменжі, Сергій Бібілов і Рустем Емірсалієв          | 18 вересня 2018 |
| Яринка, прокинувшись уночі, щоб попити води, вдаряється об одвірок і набиває собі синяк під оком, а вранці вирушає за покупками у магазин. Побачивши підбите око подруги, Віра починає своє розслідування, бо на її думку, це домашнє насильство з боку Юрчика.                                                                      |                |                           |                |                                                            |                 |
| 92 | 4              | «Смерть Кума»             | Андрій Бурлака | Віктор Гевко                                               | 19 вересня 2018 |
| Намагаючись заховатись від колекторів, які приїхали вибивати з Кума борги, він кинувся у двір до Юрчика і попросив найкращого друга прикрити його, точніше що-небудь придумати, щоб його не знайшли. Юрчик не придумав нічого кращого, ніж сказати колекторам, що Кум помер.                                                         |                |                           |                |                                                            |                 |
| 93 | 5              | «Вовкулака»               | Андрій Бурлака | Олександр Кушнаренко та Валентин Іванов                    | 19 вересня 2018 |
| Усі жителі села дуже налякані! За попередніми даними у них завівся вовкулака, який не тільки лякає людей, але й краде їхнє майно. У ході розслідування виявляється, що у кожного жителя села під Полтавою щось зникло, крім Юрчика і Кума. Ось і тут і починається найцікавіше...                                                    |                |                           |                |                                                            |                 |
| 94 | 6              | «Битва кухарів»           | Андрій Бурлака | Євген Пилипенко                                            | 20 вересня 2018 |
| Юрчик заявив Яринці, що кухарка з неї, м'яко кажучи, так собі, тому що всім давно відомий той факт, що чоловіки — найкращі кухарі в світі. Яринка, звісно, з цим абсолютно не згодна. І тепер наш герой повинен довести дружині, хто з них кращий, у ході справжньої кулінарної битви.                                               |                |                           |                |                                                            |                 |
| 95 | 7              | «Упізнання»               | Андрій Бурлака | Юрій Карагодін                                             | 20 вересня 2018 |
| Сьогодні вночі знову обікрали тракторну бригаду. Юрчик з Кумом вважають, що провернули ідеальну справу. Не врахували вони тільки одного — є свідок, який усе бачив і готовий упізнати злочинців. Щоб не потрапити до лап правосуддя, друзі вирішують підготуватися до упізнання і кардинально змінити свій зовнішній вигляд.         |                |                           |                |                                                            |                 |
| 96 | 8              | «Онук»                    | Андрій Бурлака | Аліна Гордієнко, Олександра Машлятіна й Анастасія Оруджова | 21 вересня 2018 |
| Після чергової сварки Віра і Саша вирішують розійтися. Саме в цей час у село приїхав онук діда Петра, який одразу ж претендує на роль нового залицяльника Віри. Познайомившись з молодим хлопцем ближче, Віра розуміє, що він не той, за кого себе видає.                                                                            |                |                           |                |                                                            |                 |
| 97 | 9              | «Сарай»                   | Андрій Бурлака | Ілля Дерменжі, Сергій Бібілов і Рустем Емірсалієв          | 24 вересня 2018 |
| На думку Яринки прийшов час знести сарай і побудувати на його місці щось корисніше, наприклад теплицю. Юрчик з такою думкою категорично не згоден, тому що цей сарай дістався йому від діда у спадок. Порадившись із Кумом, Юрчик вирішує влаштувати для коханої романтичний вечір, щоб її серце розтануло і вона передумала.        |                |                           |                |                                                            |                 |
| 98 | 10             | «Шлюбний контракт»        | Андрій Бурлака | Євген Косніковський                                        | 25 вересня 2018 |
| Обговорюючи на кухні розлучення своїх знайомих, Юрчик і Яринка, самі того не помічаючи, починають ділити своє майно. На думку Юрчика все повинно ділитися 50/50, а на думку Яринки все має бути по-чесному. Єдиний вихід із ситуації — зробити так, як роблять у цивілізованих європейських країнах, тобто скласти шлюбний контракт. |                |                           |                |                                                            |                 |
| 99 | 11             | «Президент»               | Андрій Бурлака | Дар'я Кобякова і Сергій Сіманчук                           | 25 вересня 2018 |
| У Юрчика з Яринкою сьогодні річниця, але до цього нікому нема ніякого діла, бо саме в цей день через село під Полтавою буде проїжджати президент України. |                |                           |                |                                                            |                 |
| 100 | 12             | «Блогерша»                | Андрій Бурлака | Дмитро Голубєв                                             | 26 вересня 2018 |
| Яринка створила Instagram-акаунт і вирішила стати популярною блогеркою, поставивши перед собою ціль набрати сто тисяч підписників. Юрчик не проти нового захоплення коханої, тому що вона повністю занурилася у світ Інтернету і тепер у нього з Кумом є маса часу для своїх важливих справ.                                         |                |                           |                |                                                            |                 |
| 101 | 13             | «Тестьостерон»            | Андрій Бурлака | Віктор Гевко                                               | 27 вересня 2018 |
| З самого ранку Юрчик дізнається шокуючу новину: сьогодні до них приїжджає батько Яринки. Знаючи про їхні напружені стосунки, Кум організовує в селі під Полтавою тоталізатор, приймаючи ставки на точну дату, коли Юрчик з тестем не витримають і посваряться.                                                                       |                |                           |                |                                                            |                 |
| 102 | 14             | «Розіграш»                | Андрій Бурлака | Ілля Дерменжі, Сергій Бібілов і Рустем Емірсалієв          | 1 жовтня 2018   |
| Сьогодні в Юрчика день народження і Яринка, разом з іншими героями, вирішила влаштувати для нього розіграш, відіславши попередньо заявку на радіо. |                |                           |                |                                                            |                 |
| 103 | 15             | «Майнінг»                 | Андрій Бурлака | Дмитро Чивурін і Петро Чивурін                             | 2 жовтня 2018   |
| Юрчик, Кум і дід Петро вирішують почати спільний бізнес з видобутку криптовалюти (біткойнів), так званий майнінг. |                |                           |                |                                                            |                 |
| 104 | 16             | «Таємний шанувальник»     | Андрій Бурлака | Віктор Гевко                                               | 3 жовтня 2018   |
| Яринка вирішила внести у свої стосунки з Юрчиком трохи свіжості. Для цього вона сама собі зробила кілька сюрпризів, натякаючи Юрчику, що потрібно бути романтичнішим. Але наш герой не такий простий: замість того, щоб зробити так, як запланувала кохана, він з Кумом починає пошуки таємного шанувальника.                        |                |                           |                |                                                            |                 |
| 105 | 17             | «Дарунки»                 | Андрій Бурлака | Олександр Кушнаренко та Валентин Іванов                    | 4 жовтня 2018   |
| Попри те, що на вулиці страшенна спека, Віра вдягла нову шубу, щоб якомога більше людей побачило, який шикарний подарунок їй зробив Саша. З цього моменту у Юрчика з Кумом з'являється нова проблема: їхні дружини теж хочуть отримувати такі дарунки.                                                                               |                |                           |                |                                                            |                 |
| 106 | 18             | «50 відтінків сільського» | Андрій Бурлака | Олександр Кушнаренко та Валентин Іванов                    | 8 жовтня 2018   |
| Разом зі знайденою в лісі відеокамерою у Кума з'явився новий бізнес-план: заробити на приватних відеозаписах за допомогою шантажу. І першим, з кого він вирішив почати, виявився Юрчик, який не зміг вибачити найкращому другові такої підлості.                                                                                     |                |                           |                |                                                            |                 |
| 107 | 19             | «Бурштинова лихоманка»    | Андрій Бурлака | Олександр Кушнаренко й Валентин Іванов                     | 9 жовтня 2018   |
| Перекопуючи город разом з кумом, Юрчик знайшов величезний бурштиновий камінь, який спровокував справжню бурштинову лихоманку. |                |                           |                |                                                            |                 |
| 108 | 20             | «Втеча»                   | Андрій Бурлака | Олександр Кушнаренко та Валентин Іванов                    | 10 жовтня 2018  |
| Дільничний знайшов у Юрчика незареєстровану рушницю, яке вони з Кумом дістали з болота під час нічної риболовлі з динамітом. І тепер Юрчикові світить реальний строк, Саші премія і ще одна зірочка на погони, а Яринка хоче влаштувати коханому втечу.                                                                              |                |                           |                |                                                            |                 |